# Summertime: Willie Nelson Sings Gershwin
Summertime: Willie Nelson Sings Gershwin es el septuagesimoprimer álbum de estudio del músico estadounidense Willie Nelson, programado para ser publicado por la compañía discográfica Legacy Recordings el 26 de febrero de 2016. Tras ser galardonado con el premio Gershwin por la Biblioteca del Congreso de Estados Unidos, Nelson decidió grabar un disco de clásicos del pop compuestos por George y Ira Gershwin. La grabación, producida por Buddy Cannon y Matt Rollings, incluye los dúos «Let's Call the Whole Thing Off» con Cyndi Lauper y «Embraceable You» con Sheryl Crow.
A la hora de seleccionar las canciones para el álbum, Nelson se inspiró en el disco de versiones de Gershwin grabado por Frank Sinatra. Además, decidió nombrar el álbum con la canción «Summertime», basado en su elección anterior de escoger Stardust para un álbum suyo. El 12 de enero, Nelson publicó en su cuenta de Youtube un video de la canción «Summertime».

## Lista de canciones
| N.º | Título                                              | Duración |  |
| 1.  | «But Not for Me»                                    | 3:16     |  |
| 2.  | «Somebody Loves Me»                                 | 2:14     |  |
| 3.  | «Someone to Watch Over Me»                          | 4:05     |  |
| 4.  | «Let's Call the Whole Thing Off» (con Cyndi Lauper) | 3:06     |  |
| 5.  | «It Ain't Necessarily So»                           | 4:28     |  |
| 6.  | «I Got Rhythm»                                      | 2:47     |  |
| 7.  | «Love is Here to Stay»                              | 3:23     |  |
| 8.  | «They All Laughed»                                  | 2:44     |  |
| 9.  | «Embraceable You» (con Sheryl Crow)                 | 3:38     |  |
| 10. | «They Can't Take That Away from Me»                 | 2:54     |  |
| 11. | «Summertime»                                        | 3:52     |  |

## Personal
- Willie Nelson - voz y guitarra acústica.
- Bobbie Nelson - piano y órgano Hammond.
- Mickey Raphael - armónica.
- Kevin Smith - bajo.
- Matt Rollings - piano, órgano B3 y Wurlitzer.
- Jay Bellerose - batería.
- David Piltch - bajo.
- Dean Parks - guitarra acústica y guitarra eléctrica.
- Paul Franklin - steel guitar.